# Pseudomassaria chondrospora
Pseudomassaria chondrospora är en svampart som först beskrevs av Vincenzo de Cesati, och fick sitt nu gällande namn av Arthur Louis Arthurovic de Jaczewski 1894. Pseudomassaria chondrospora ingår i släktet Pseudomassaria och familjen Hyponectriaceae.  Arten är reproducerande i Sverige. Inga underarter finns listade i Catalogue of Life.